# Nicola Averardi
Nicola Averardi (* 5. Mai 1843 in Sant’Egidio alla Vibrata, Provinz Teramo; † 11. März 1924 in Cupra Marittima) war ein italienischer Geistlicher, römisch-katholischer Erzbischof und Apostolischer Visitator in Mexiko.

## Leben
Nicola Averardi empfing am 22. September 1866 das Sakrament der Priesterweihe.
Am 17. Dezember 1895 wurde er zum Titularerzbischof von Tarsus ernannt. Die Bischofsweihe spendete ihm am 22. Dezember desselben Jahres in Rom der Kurienkardinal Lucido Maria Parocchi; Mitkonsekratoren waren der Erzbischof von Baghdad, Henri Altmayer OP, und der Bischof von Tulle, Henri Denéchau.
Von 1896 bis 1899 war Erzbischof Nicola Averardi Apostolischer Visitator in Mexiko.